# Коруя
Коруя (рум. Coruia) — село у повіті Марамуреш в Румунії. Входить до складу комуни Секелешень.
Село розташоване на відстані 397 км на північний захід від Бухареста, 11 км на південь від Бая-Маре, 87 км на північ від Клуж-Напоки.

## Населення
За даними перепису населення 2002 року у селі проживали 828 осіб, з них 826 осіб (99,8%) румунів. Рідною мовою 827 осіб (99,9%) назвали румунську.